# Empire Airlines (1976-1985)

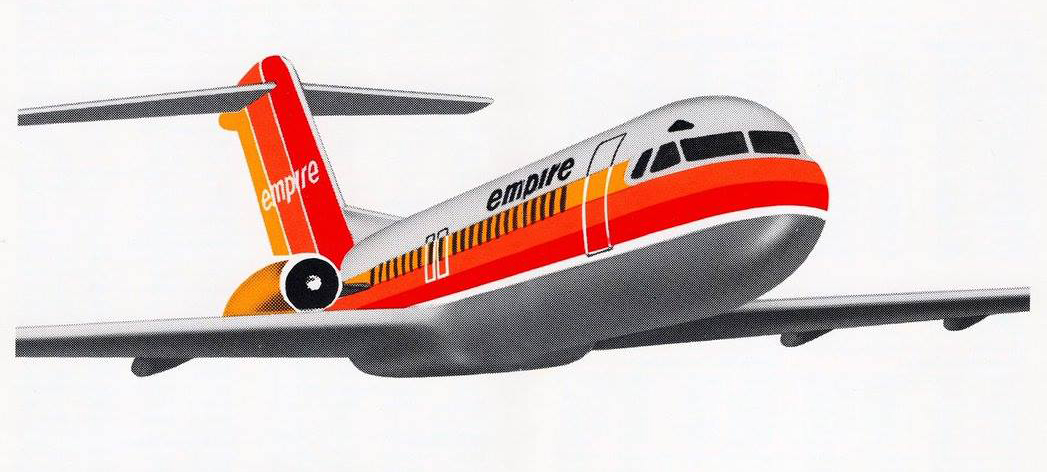
Logo de Empire Airlines

Empire Airlines fue una aerolínea regional que sirvió en el Nordeste de Estados Unidos a partir de 1976. En 1985, la aerolínea fue comprada por Piedmont Airlines, que más tarde fue comprada por USAir y cuyo nombre vivió en la red US Airways Express antes de que US Airways se fusionara con American Airlines en 2015.
Fundada por Paul Quackenbush, Empire Airlines comenzó con su centro de operaciones en el Aeropuerto del condado de Oneida que sirve a Utica y Roma, Nueva York. Gran parte de su crecimiento temprano llegó al recoger rutas abandonadas por Allegheny Airlines mientras se concentraban en el servicio a las ciudades más grandes. Empire se expandió a principios de la década de 1980 a destinos en los estados del noreste y el Atlántico medio.
Durante un tiempo, los aviones Empire también proporcionaron el servicio de conexión de alimentación de pasajeros como un "portador de banner" para Pan American World Airways (Pan Am) que opera como Pan Am Express en el Aeropuerto Internacional JFK de Nueva York (JFK) a través de un acuerdo de código compartido. A principios de 1983, Empire estaba operando el servicio Pan Am Express con aviones gemelos Fokker F28 entre el aeropuerto JFK de Nueva York y Buffalo, Ithaca, Rochester, Siracusa y Utica/Roma en Nueva York. Pan Am estaba operando un centro de pasajeros internacional y nacional en el JFK de Nueva York en ese momento.
Hacia el final de su existencia, Empire anunció planes para eliminar gradualmente su flota de turbohéliceSs de Swearingen Metro II y convertirse en una aerolínea regional de todos los aviones. Coincidiendo con esto fue una decisión para reducir su presencia en Utica y trasladar su sede y la mayoría de sus operaciones al Aeropuerto Internacional de Syracuse Hancock (SYR).